# Unreal (flumpoolのアルバム)
『Unreal』（アンリアル）は、flumpoolの1作目のミニアルバム。2008年11月19日発売。

## 解説
flumpoolにとってメジャーデビュー後初のCD作品である。タイトルは直訳すると「非現実」、転じて「あり得ないほど素晴らしい」という意味を持つ。
インディーズで発表した「labo」やメジャーデビュー配信限定シングル「花になれ」、本作の先行シングルとなる配信限定シングル「Over the rain 〜ひかりの橋〜」、未発表新曲や配信限定シングルのインストゥルメンタルを含む全10曲を収録。
オリコンチャート初登場2位を記録して自身初のオリコンTOP10入りとなり、同チャート新人アーティスト部門では年間1位を記録。同年デビューの新人歌手・バンドのアルバムでは唯一初動売上が10万枚を突破、バンドによるデビューアルバムでは『空いっぱいに奏でる祈り』（Aqua Timez）以来2年9か月振りのTOP3入りを記録した。
パッケージは特殊スリーブケース仕様となっている。ジャケット写真はメンバーがフルヌード（ドール加工をしているものと思われる）を披露しているものとなっており、スリーブケース上からは尻のみが見える仕様になる。ヌード写真はジャケット内や販促用ポスター等にも使用されている。これはメンバーとプランナーによる打ち合わせを重ねて決定したもので、「メジャーデビューしたばかりで生まれたままの状態」「見た目では分からない自分たちの感情や想いを表現したい」という意向であると、公式サイト上でメンバーからのコメントが発表された。
初回プレス盤特典として48ページオールカラー仕様となる写真集『Over the rain 〜ひかりの橋〜』が付属する。また、タワーレコードおよびTSUTAYAにて予約受注生産分のみ、購入特典として「labo」のPVを収めたDVDが付属する。DVDのジャケットはタワーレコード・TSUTAYAそれぞれ購入した方の「labo」と同様のデザインとなっている。au Recordsでのインターネットショッピングでは、先着で『LISMO』「PAINT IT MUSIC!」のオリジナルキャンペーンステッカーが付属する他、au RecordsオリジナルCDケースの抽選プレゼントのキャンペーンが行われた。
また、本作はメジャーデビュー日の10月1日から10月27日までの期間限定予約受付で、全国のauショップにて1万枚限定でオリジナルパッケージを販売した。auショップ店頭においてCDの予約販売を行うのはKDDIがサービス提供を開始して以来初めての試みとなる。こちらのパッケージはインディーズレーベルであるantworkからの発売となる（CD本体およびCD規格品番は一般流通盤と同一）。一般流通盤とはパッケージが異なり、楽曲「花になれ」をモチーフに制作された短編映画『エスケイプ』劇中でも使用されているflumpool限定バージョンリスモフィギュアストラップが同梱される他、購入者を対象に期間限定でflumpoolのスペシャルオリジナル待受画像がダウンロードできるサービスが受けられる。
なお、一部の店舗ではauショップ限定販売パッケージの受け渡しが一般発売1週間前の11月12日から開始され、これに関して公式サイト上で「事務的な不手際」として謝罪があった。また、ブックレット上の「春風」の歌詞に一部誤記があり、こちらも発売当日に公式サイト上で謝罪があった。
本作のキャンペーンとしてタワーレコードおよびTSUTAYAの各店舗では購入者を対象に、入荷日・発売日にサイン入りブックレットが当たる店頭抽選会が開催された。また、10月21日にはテレビ朝日系音楽番組『ミュージックステーション』へ2度目の出演をし、「Over the rain 〜ひかりの橋〜」を演奏した。アルバム初収録楽曲の着うたの配信は当初行われていなかったが、リクエストを受け12月1日から携帯音楽コンテンツ配信サイト『レコード会社直営♪』にて「春風」の配信が開始され、他2曲も順次配信が開始された。

## 収録曲
1. 花になれ
作詞・作曲・編曲：百田留衣
2. 春風
作詞：山村隆太、百田留衣、作曲・編曲：百田留衣
人気曲として、ファンからの着うた配信リクエストが多かった楽曲[5]。12月24日からはスペシャルフラッシュ待受画像を期間限定特典とした着うたフルの配信が開始された[5]。アルバム初収録の楽曲の中では唯一PVが制作され、アルバム発売後の2009年1月1日より公開された。
3. Over the rain 〜ひかりの橋〜
作詞：山村隆太、作曲：トキタサトシ、編曲：百田留衣
4. 388859
作詞・作曲：flumpool、編曲：トキタサトシ、flumpool
タイトルの「388859」とは「サヨナラ」の意味。実際に携帯電話で数字通りに打つと文字が出てくる。インディーズ時代から存在する楽曲で、阪井はこの曲をアルバムの中で一番のお気に入りに挙げている[6]。
5. Hello
作詞・作曲：flumpool、編曲：古川貴浩、flumpool
6. labo
作詞・作曲・編曲：flumpool
7. LOST
作詞・作曲・編曲：flumpool
8. 未来
作詞・作曲・編曲：flumpool
9. 花になれ instrumental
10. Over the rain 〜ひかりの橋〜 instrumental